# Суйми
Суйми́ — село у Рівненському районі Рівненської області.
Розташоване на річці Збитинка.
Територія (тис.кв.м): ~ 7880 

Населення (осіб): ~ 470 (за даними Верховної Ради України); за іншими даними — ~ 498

Густота населення (осіб/км²): 59,64 

Село входить до Мізоцької селищної громади і має 200 садиб, восьмирічну школу, крамницю, каплицю, кілька вулиць і провулків.

## Історія
«Географічний словник Королівства Польського та інших слов'янських теренів» 1889 року вказує, що Суйми були засновані у XVI ст. серед Гурбенських лісів неподалік урочища Вільхави для поселенців — дроворубів, теслярів, підданих Острозького замку. Вони, крім того, упорядковували спорядженням новозасновані пасіки. Згодом на постійну осілість прибули сюди навколишні селяни й зайнялись тваринництвом, землеробством, садівництвом, рибальством, побутовим промислом.
У записах Суйми з'являються з 1571 року, коли «из Суйм на Певче» проїжджали повітові «врядники», котрих перестріли «суемцьі» з проханням поклопотати, аби виділили їм частину казенного угіддя для випасу худоби. З рядків хроніки 1572 року довідуємось про «Суемский Крест», встановлений на місці, де серед ночі спостерігали небесне «знаменне»: жевріюче вогненне світило. У 1853 році «суемские крестьяне» після довголітніх прохань отримали на 2 зрубах, 4 чагарникових «теребіжах» 55 десятин землі (переважно пасовищ), за яку на 5 років були звільнені від сплати податків. Під кінець XVI століття «Суемское имение», за даними фрагментних писемних свідчень, було малим придорожнім на Мощаницю сільцем, котре сплачувало повинності від 19 димів, 2 городів. Крім того, було зобов'язане щорічно давати на утримання острізької городні 20 «гарців» меду. За майновим поділом 1603 року, «Суймы» відходять до Василя Острозького, управителі якого належали до Мізоцького ключа. Тоді, як свідчать деякі «штрихи» матеріалів архіву Т.Стецького, сільце мало лише одну жалюгідну вуличку, при якій де-не-де визирали убогі «халупи» з мізерними гумнами, вузькими смугами культивованих городів.
За свідченням статистики 1667 року, воєнна розруха, голодні роки, морова епідемія майже повністю знищили людність «Суймов». З колишніх 45 дворів вижило лише 5. Тільки через 7 років, як можна припускати з даних актів, село починає оживати й в основному за рахунок переселенців з віддаленіших околиць. Цьому, можливо, сприяло те, що з 1748 року «Суймы» відходять у володіння графів Карвицьких, котрі аж по 1861 рік здійснювали тут, як і в інших місцях, більш м'яке управління. Дані 1889 року трактують Суйми «деревнею», єпархіально приналежною, як і зараз, до Півчого. На той час селище мало 46 садиб, 237 мешканців, капличку, придорожню корчемку, «шкілку» фруктових дерев.

## Населення
Згідно з переписом УРСР 1989 року чисельність наявного населення села становила 521 особа, з яких 231 чоловік та 290 жінок.
За переписом населення України 2001 року в селі мешкало 470 осіб. 100 % населення вказало своєю рідною мовою українську мову.

## Походження назви
Назва Суйми має форму множини й відходить до численних новіших формувань, котрі, як правило, символізують наймення людини. З цих міркувань легко припустити, що і в Суймах приховане ім'я (прізвище, прізвисько) особи Суйма, що примикає до ряду Бучма, Кошма, Кучма, де кінцеве «ма» формує певне від'ємне забарвлення. Віднявши його, матимемо «Суй», котре можна сприйняти як укорочене ім'я з давньоруських наймень типу Суєслав (Сує-слав), Суєвой (Суе-вой), де ймовірна побажальна ідея: «Хай стане обіцяною славою, воїном!» Але давньоруське слово «суи» («суі») мало дещо інше значення, ніж сулити (суліті). Воно виражало «незначний», «випадковий», «пустий» і, можливо, було споріднене з російським суймовать (суемить) «баламутити народ або сім'ю» та суемный — «сварливий, нісенітний». На таких значеннях могло теж формуватись відповідне особове наймення.
Про Суйми існують фрагменти місцевих оповідей. В одній із таких мовиться, ніби один півчанин бачив колись на берегах старовинної книги запис, за яким назва Суйми від того, що тут чинились «суйми», тобто колотнечі, міжусобиці. Тут варто би згадати таке саме значення «суймів» у російському словнику В. Даля: «Тогда убит был князь Семен Бабич, а не на суйме, но притчею некоею». Цікаво, що у «сім'ю» цього слова увіходить теж відомий термін сейм з первісним значенням «збори селян». А староруське суим («сутичка», «бійка») із «со-та-єм» («разом брати»).
Отож, Суйми приховують значення «населений пункт, до котрого мав якесь суттєве відношення Суйма зі своєю родиною».

## Природа і місцеві топоніми
Суйми межують з селами Півче, Будераж, Нова Мощаниця, Білашів. Неподалік Суєм знаходяться Гурбенські ліси, де в роки II світової війни точилися кровопролитні бої між УПА і загонами НКВС.
Суйми мають дільниці:
- Брочі — забудови, в яких ніби першою була садиба Броча;
- Заміст — кілька будинків по другому боці моста;
- Заремлюки — куток, оснований родом Заремлюка, а за іншою версією, — осілість по другому боці землі «лісового заплавного чагарника»;
- Зарови (Зарів) — вуличка за ровами;
- Застав — декілька будинків за річковим ставом;
- Лоша — куток, де осів Лош;
- Матвіїв рів — колишній хутірець, при якому був рів у власності Матвія;
- Микульчики — забудови кількох поселенців з прізвищем Микульчик;
- Посіч — місце з висіченими колись чагарниками;
- Рубань — околиця ферми, де «зрубали» березовий гай;
- Слобочове — колишній хутірець на маєтності Слобоча;
- Тараси — забудови першого мешканця Тараса;
- Чернява — околиця колишнього хутора Чернявка, засновником якого був, кажуть, Чернявко.

В околиці Суєм до лівого берега Збитинки впадає зникаюча річечка Мілова (Мілове), котра протікала маєтностями селянина Міла й була «мілководною». Вона й породила однойменне урочище.
А ось ще кілька суємських наймень:
- Березівка — поле в околиці березового гаю;
- Безодня — криниця поблизу «безоденного» мокристого болота з глибоким колись дном;
- Віща — поле, берег, де, кажуть, проживав схимник Віщун, а за іншим здогадом — «пророче місце»;
- Герасимцеве — луг при березі річки на колишній маєтності Герасимця;
- Германка — сінокіс на займі Германа;
- Глинисько — місце, де брали глину;
- Гряда [Града] — довгаста яриста висота, окутана низинними мокристими чагарниками;
- Догної — городи, де на купах догнивали вирвані бур'яни;
- Запасіка — сад по другому боці колишньої пасіки;
- Курган — могильний насип із середньовіччя;
- Максимів рів — канава, яку викопав Максим на своїй займі;
- Новини — поле на місці облогової землі;
- Піднивка — орна земля неподалік урочища Нивка;
- Поляна — поле на галявині колишнього лісу;
- Протереби — нивки на «протереблених» (очищених від зарослів) займах;
- Сиверщина — урочище, котре належало Сиверину (Северину);
- Старини — сад у колишньому лісозрубі «старого поля»;
- Черти — колишнє поміщицьке поле за так званими «чертами» (межами, границями) села;
- Шпани — поле, гаї, сінокоси, котрі належали родині селянина на прізвище Шпан, а за іншою версією — тут росли високі вишні «шпанки» («шпани»);
- Яр — довга заглибина.

Суйми в Україні одині. Але на Житомирщині при річці Смілці є Суємці (колись Суємче), а у Польщі відоме село Суяни та озеро Суя. Існують назви мікрооб'єктів типу Суємка, Суйки, Суйонки, Засуйки.

## Мешканці
В селі народився Лайтарук Андрій Прохорович (1942—2001) — український графік.
Антонюк Євген Дмитрович – 1920 р. н. – повстанець. Уродженець с. Суйми Здолбунівського району Рівненської області. Загинув у бою з мадярами весною 1943 р.
Кислашко Пилип Оверкович – 1920 р. н . – повстанець. Уродженець с. Суйми Здолбунівського району Рівненської області. Загинув у бою з мадярами весною 1943 р.